# Мате Брничевић
Мате Брничевић (Крило Јесенице код Омиша, 1891 — Шкаљари, Бока которска, 11. фебруар 1918. ) је један од вођа устанка аустроугарских морнара 1. фебруара 1918. у Боки которској. Служио је у бази торпедних јединица, на помоћном броду „Gäa“ као водник I класе. Учествујући у припремама и организовању устанка морнара, допринео је да брод „Gäa“, заједно са оклопним крсташем „Santk Georg“ (Свети Ђорђе), постане центар устанка. Након што је устанак угушен 3. фебруара, Брничевић је затворен, а преки суд га је осудио на смрт стрељањем. Његови посмртни остаци су, уз велике почасти пренесени у завичај 28. новембра 1923.